# Melaloncha caligula
Melaloncha caligula är en tvåvingeart som beskrevs av Brown och Giar-Ann Kung 2006. Melaloncha caligula ingår i släktet Melaloncha och familjen puckelflugor.
Artens utbredningsområde är Colombia. Inga underarter finns listade i Catalogue of Life.